# Seznam okresů v Tennessee
Americký stát Tennessee je členěn do 95 okresů.
- Anderson County
- Bedford County
- Benton County
- Bledsoe County
- Blount County
- Bradley County
- Campbell County
- Cannon County
- Carroll County
- Carter County
- Cheatham County
- Chester County
- Claiborne County
- Clay County
- Cocke County
- Coffee County
- Crockett County
- Cumberland County
- Davidson County
- Decatur County
- DeKalb County
- Dickson County
- Dyer County
- Fayette County
- Fentress County
- Franklin County
- Gibson County
- Giles County
- Grainger County
- Greene County
- Grunby County
- Hamblen County
- Hamilton County
- Hancock County
- Hardeman County
- Hardin County
- Hawkins County
- Haywood County
- Henderson County
- Henry County
- Hickman County
- Houston County
- Humphreys County
- Jackson County
- Jefferson County
- Johnson County
- Knox County
- Lake County
- Lauderdale County
- Lawrence County
- Lewis County
- Lincoln County
- Loudon County
- Macon County
- Madison County
- Marion County
- Marshall County
- Maury County
- McMinn County
- McNairy County
- Meigs County
- Monroe County
- Montgomery County
- Moore County
- Morgan County
- Obion County
- Overton County
- Perry County
- Pickett County
- Polk County
- Putnam County
- Rhea County
- Roane County
- Robertson County
- Rutherford County
- Scott County
- Sequatchie County
- Sevier County
- Shelby County
- Smith County
- Stewart County
- Sullivan County
- Sumner County
- Tipton County
- Trousdale County
- Unicoi County
- Union County
- Van Buren County
- Warren County
- Washington County
- Wayne County
- Weakley County
- White County
- Williamson County
- Wilson County County